# Dornstetten
Dornstetten település Németországban, azon belül Baden-Württembergben. Lakosainak száma 8282 fő (2023. december 31.).

## Népesség
A település népessége az elmúlt években az alábbi módon változott:
| Lakosok száma | 5566 | 7992 | 8107 | 8061 | 8112 | 8301 | 8282 |
|               | 1975 | 2015 | 2017 | 2019 | 2021 | 2022 | 2023 |